# Friedrich Wilhelm von Rauch (Militärgouverneur)
Friedrich Wilhelm Gustav Claus von Rauch (* 10. September 1868 in Potsdam; † 11. August 1899 im Schloss Wilhelmshöhe) war ein preußischer Offizier, Militärgouverneur und Erzieher der Söhne Kaiser Wilhelms II. und der Kaiserin Auguste Viktoria.

## Leben

### Herkunft
Friedrich Wilhelm von Rauch entstammte der preußischen Adelsfamilie Rauch. Er war ein Sohn des Generals der Infanterie Albert von Rauch (1829–1901) und dessen Ehefrau Elisabeth, geborene von Bismarck (1845–1923). Sein Großvater war der preußische Kriegsminister und Ehrenbürger von Berlin, General der Infanterie Gustav von Rauch, sein Urgroßvater Generalmajor Bonaventura von Rauch.
Friedrich Wilhelm von Rauch war der Patensohn von Kronprinz Friedrich Wilhelm von Preußen, des späteren Kaisers Friedrich III.

### Werdegang
Nach dem Abitur am Lyceum II in Hannover trat Rauch 1887 – wie 1847 sein Vater und 1894 sein jüngerer Bruder, der spätere Oberst Leopold von Rauch (1876–1955) – in das 1. Garde-Regiment zu Fuß in Potsdam ein. 1888 erfolgte seine Beförderung zum Portepeefähnrich, 1889 zum Sekondeleutnant. 1892 wurde Rauch Adjutant des I. Bataillons.
1894 wählten Kaiser Wilhelm II. und Kaiserin Auguste Viktoria Rauch als Zweiten Militärgouverneur und Erzieher von Kronprinz Wilhelm sowie seiner beiden jüngeren Brüder, der Prinzen Eitel Friedrich und Adalbert, für ihre Ausbildung im Plöner Prinzenhaus aus. 1896 wurde Rauch unter Belassung in seinem Kommando und unter Stellung à la suite des 1. Garde-Regiments zu Fuß zum Premierleutnant befördert. 1898 entschied sich das Kaiserpaar für Rauch als Ersten Militärgouverneur ihrer jüngeren Söhne, der Prinzen August Wilhelm und Oskar.
Rauch begleitete 1899 die Kaiserin und ihre beiden jüngsten Söhne bei ihrer Reise durch die Hohen Tauern und die Berchtesgadener Alpen. Nach der Rückkehr aus Österreich starb Rauch im August 1899 im Kaiserschloss Wilhelmshöhe an den Folgen einer Lungenentzündung.
Sein Nachfolger als Erster Militärgouverneur wurde Kapitänleutnant Oskar Graf von Platen-Hallermund, Flügeladjutant des Kaisers, später Vizeadmiral und langjähriger Hofmarschall Wilhelms II.

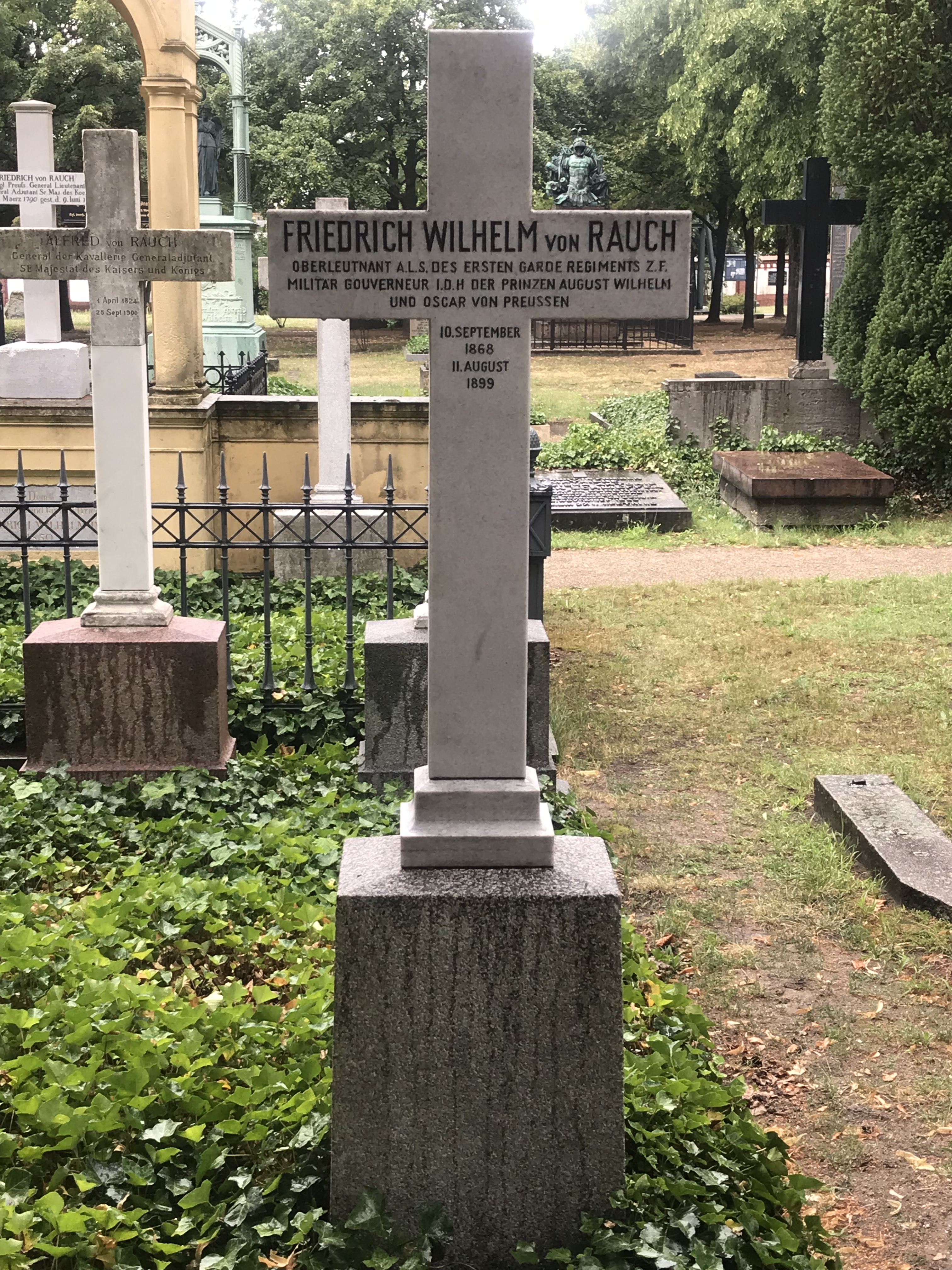
Grab von Oberleutnant Friedrich Wilhelm von Rauch, Militärgouverneur der Prinzen August Wilhelm und Oskar von Preußen, auf dem Berliner Invalidenfriedhof (2019)

### Grab auf dem Berliner Invalidenfriedhof
Rauch wurde in der Grablege seiner Familie auf dem Invalidenfriedhof in Berlin-Mitte und in Nachbarschaft zum Ehrengrab seines Großvaters Gustav von Rauch bestattet. Die erhaltene Rauchsche Grabanlage hat Hofarchitekt Friedrich August Stüler im Auftrag von König Friedrich Wilhelm IV. von Preußen entworfen.
Die Familiengrabanlage befindet sich nur wenige Meter von der einstigen Berliner Mauer entfernt. Sie konnte nach der deutschen Wiedervereinigung in den 1990er Jahren durch die Gartendenkmalpflege des Landesdenkmalamtes Berlin restauriert werden. Die Restaurierung förderten der Bund, die Stiftung Deutsche Klassenlotterie Berlin und der Förderverein Invalidenfriedhof e.V.

## Einzelnachweis
1. ↑  Adalbert, August Wilhelm, Eitel Friedrich, Oskar und Kronprinz Wilhelm von Preußen. Abgerufen am 6. Juni 2021 (englisch).

| Personendaten    | Personendaten                                                  |
| ---------------- | -------------------------------------------------------------- |
| NAME             | Rauch, Friedrich Wilhelm von                                   |
| ALTERNATIVNAMEN  | Rauch, Friedrich Wilhelm Gustav Claus von (vollständiger Name) |
| KURZBESCHREIBUNG | preußischer Offizier                                           |
| GEBURTSDATUM     | 10. September 1868                                             |
| GEBURTSORT       | Potsdam                                                        |
| STERBEDATUM      | 11. August 1899                                                |
| STERBEORT        | Schloss Wilhelmshöhe bei Kassel                                |